# السياحة في الكاميرون
السياحة في الكاميرون صناعة متنامية ولكنها محدودة نسبياً. فقد عملت حكومة الكاميرون منذ سبعينيات القرن العشرين، على تنمية هذه الصناعة من خلال إنشاء وزارة للسياحة وتشجيع الاستثمار من جانب شركات الطيران والفنادق ووكالات السفر. وتصف الحكومة البلاد بأنها «إفريقيا الصغرى»، وتروج لتنوعها المناخي والثقافي والجغرافي. وتجذب الحياة البرية في الكاميرون كل من رواد رحلات السفاري وصيادي الطرائد الكبيرة، حيث تعد الكاميرون موطناً للعديد من الحيوانات الإفريقية الشهيرة: الفهود والشمبانزي والأفيال والزرافات والغوريلا وأفراس النهر ووحيد القرن. وتشمل العوائق التي تحول دون المزيد من نمو قطاع السياحة ضعف البنية الأساسية للنقل والمسؤولين الفاسدين الذين قد يضايقون الزوار مقابل الرشوة.

## التنمية

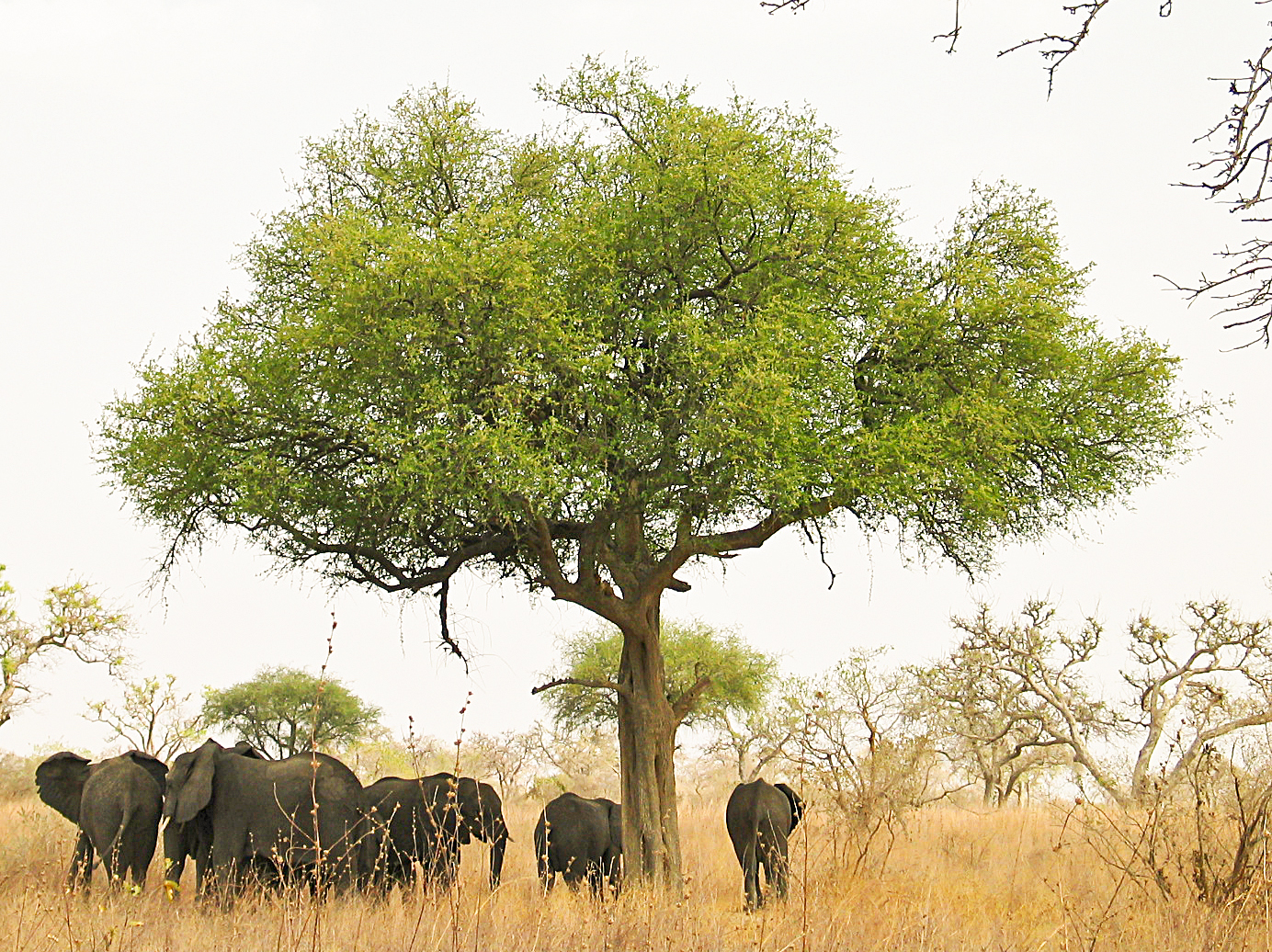
السياحة البيئية في الكاميرون: الفيلة في حديقة وازا الوطنية: مشهد من الحياة البرية في شمال الكاميرون

بدأت برامج الحكومة لزيادة السياحة في الكاميرون في 3 ديسمبر 1974 عندما أصدر الرئيس أحمدو أهيجو أمراً منح صناعة السياحة وضع خاص. وأنشأ المفوضية العامة للسياحة. أعاد أهيجو تشكيل الهيئة باسم الوفد العام للسياحة في 28 يونيو 1975، وكان الغرض منها تشجيع الاستثمار الخاص من قبل شركات الطيران والفنادق ووكالات السفر. ينشر الوفد الأدب السياحي ويروج للكاميرون من خلال الإعلانات. خصص أهيجو وخليفته بول بيا العديد من محميات الصيد والغابات كمزيد من عوامل الجذب السياحي. كان تحسين النقل الجوي والسككي والبري إلى المواقع السياحية الشهيرة أولوية أخرى.
تحسنت البنية التحتية للسياحة في الكاميرون باضطراد. كان لدى البلاد 37 فندقاً بها 599 غرفة في 1960. وارتفع هذا العدد إلى 203 فندقاً تضم 3,229 غرفة في 1976. امتلكت البلاد 7,500 غرفة فندقية في 1980. ومع ذلك، فإن الغالبية العظمى من هذه الغرف تتواجد في مدينتين رئيسيتين، دوالة وياوندي. زار 29,500 سائح الكاميرون في 1971. وارتفع هذا العدد إلى 100,000 سائح في 1975، و130,000 في 1980. يأتي معظم زوار البلاد من فرنسا والمملكة المتحدة وكندا. يشكل مسافرو الأعمال أحد أكبر شرائح السياح في الكاميرون. وقد أحرزت الصناعة خطوات كبيرة منذ التسعينيات. يتحدث الكاميرون في المقام الأول الفرنسية، ولكن هناك مقاطعتان، مقاطعتا الشمال الغربي والجنوب الغربي، تتحدثان الإنجليزية.

## العقبات

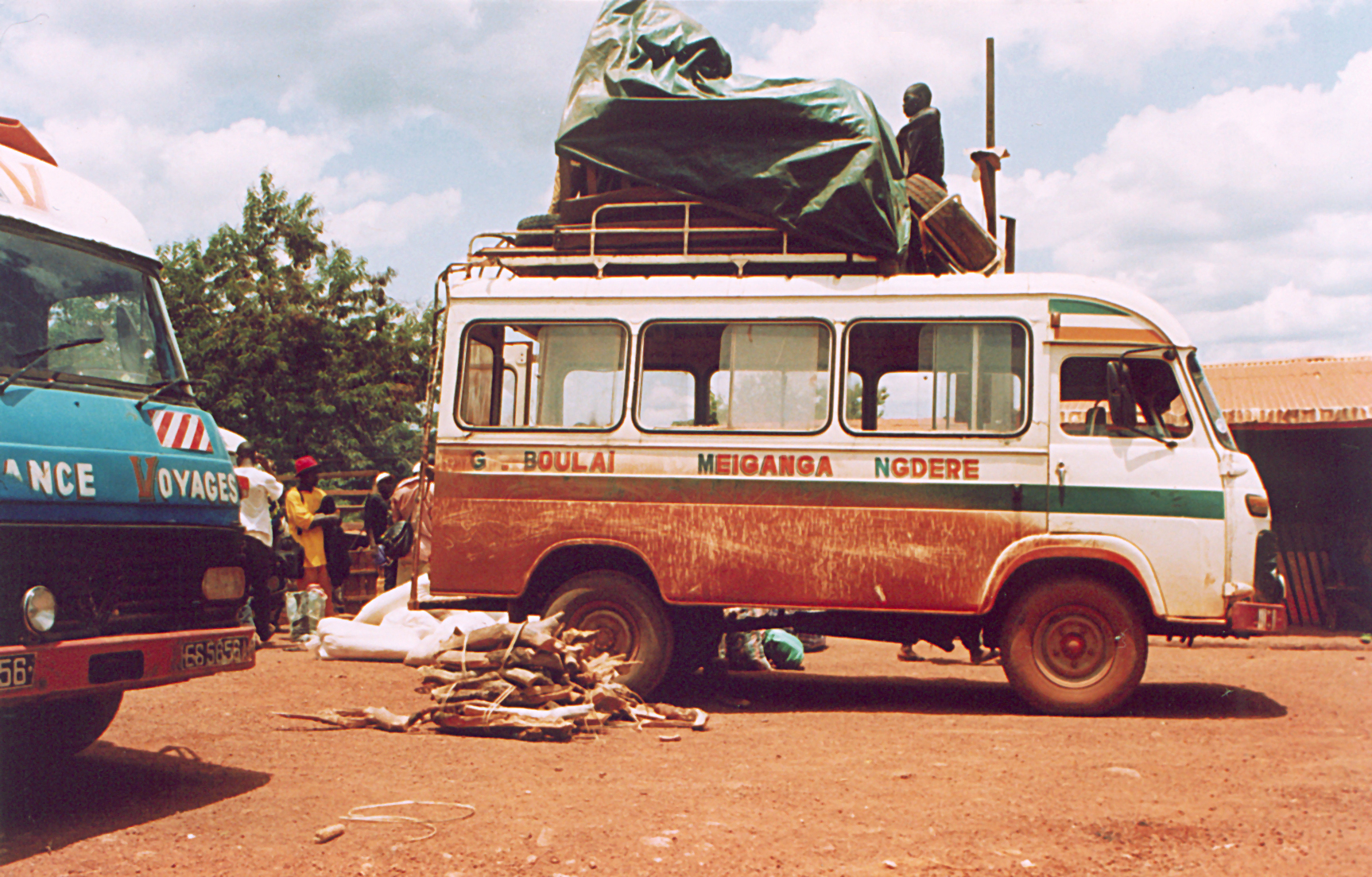
تحميل سيارات الأجرة المشتركة في باتوري، المنطقة الشرقية

يواجه السياح العديد من العقبات في الكاميرون. حيث أن التصوير الفوتوغرافي صعب، وغالباً ما يستاء الكاميرونيون من التقاط الأجانب صوراً لأشياء قد يعتبرها الغرباء غريبة أو قد تلقي بظلال سلبية على الكاميرون. تحظر الحكومة جميع صور المباني الحكومية والموظفين والمطارات والجسور والأسواق.
تحسنت معاملة المسؤولين الكاميرونيين للسياح مع تأكيد الحكومة على دور السياحة كمصدر للإيرادات. كان السياح يواجهون ذات يوم عمليات تفتيش طويلة وشاملة عند وصولهم إلى البلاد، لكن هذه الإجراءات أصبحت نادرة. ومع ذلك، تتهم الشرطة أو الدرك أحياناً السياح الأجانب بالتجسس أو القيام بأنشطة المرتزقة. وهذا ينطبق خاصةً على السياح الذين يزورون مواقع خارج الطرق السياحية الرئيسية أو الذين يختارون الإقامة الرخيصة أو وسائل النقل العام (مثل الحافلات الصغيرة) بدلاً من الفنادق الفاخرة والسيارات المستأجرة. قد يضايق رجال الشرطة والدرك عند حواجز الطرق الزوار الأجانب للحصول على رِشا.